# Championnats du monde de cyclo-cross 2024
Navigation
Édition précédente Édition suivante
Les championnats du monde de cyclo-cross 2024, soixante-quinzième édition des championnats du monde de cyclo-cross, se déroulent du 2 au 4 février 2024 à Tábor en Tchéquie.

## Organisation
Les championnats du monde de cyclo-cross sont organisés sous l'égide de l'Union cycliste internationale. C'est la quatrième fois que l'épreuve est organisée à Tábor en Tchéquie après les championnats du monde de 2001, 2010 et 2015. Auparavant, deux championnats du monde avaient été organisés sur le territoire de l'actuelle Tchéquie qui faisait alors partie de la Tchécoslovaquie en 1972 à Prague et en 1987 à Mladá Boleslav.

## Parcours
Le circuit de Tabor est connu pour ses montées et descentes abruptes, ainsi que pour ses virages serrés (60 virages par tour de circuit). Les coureurs doivent faire preuve d'une grande agilité et d'une excellente maîtrise du vélo pour négocier ces obstacles avec succès.
Une caractéristique notable du circuit de Tabor est la présence d'un escalier, que les coureurs doivent monter et descendre à pied avec leur vélo. Cela ajoute un défi supplémentaire à la course et demande une grande explosivité et une bonne technique.

## Programme
Les horaires de course sont donnés en heure locale.
| - Vendredi 2 février - 12 h 30 : Relais mixte | - Samedi 3 février - 11 h 00 : Femmes juniors - 12 h 30 : Hommes moins de 23 ans - 14 h 30 : Femmes élites | - Dimanche 4 février - 11 h 00 : Hommes juniors - 12 h 30 : Femmes moins de 23 ans - 14 h 30 : Hommes élites |

## Favoris
Pour la course élite masculine, le tenant du titre et quintuple champion du monde, à savoir le Néerlandais Mathieu van der Poel, est le grand favori. Il compte 12 succès en 13 cyclo-cross lors cette saison et n'a pas à affronter ses deux principaux rivaux Wout van Aert et Tom Pidcock. Les principaux outsiders sont les Belges Thibau Nys, Michael Vanthourenhout et Eli Iserbyt, le Britannique Cameron Mason, ainsi que les Néerlandais Joris Nieuwenhuis, Pim Ronhaar et Lars van der Haar,. De son côté, l'ancien triple champion du monde Zdeněk Štybar fait ses adieux au cyclisme à Tábor devant son public.
Chez les femmes, les deux Néerlandaises Fem van Empel et Puck Pieterse, respectivement première et deuxième des mondiaux 2023, sont les deux spécialistes les plus attendues. Elles ont comme principales adversaires leurs compatriotes Lucinda Brand et Ceylin del Carmen Alvarado.
Les Néerlandaises Leonie Bentveld, Lauren Molengraaf, la Britannique Zoe Bäckstedt et la Luxembourgeoise Marie Schreiber devraient se jouer le podium chez les féminines de moins de 23 ans. Côté masculin, les espoirs les plus attendus sont le Néerlandais Tibor Del Grosso, ainsi que les Belges Jente Michels et Emiel Verstrynge.
Pour la course masculine des juniors, le titre devrait revenir au Français Aubin Sparfel ou à l'Italien Stefano Viezzi, tandis que les juniors filles citées pour la victoire sont la Britannique Cat Ferguson, la Française Célia Gery et la Slovaque Viktória Chladoňová.
En ce qui concerne le relais mixte, en l'absence des Pays-Bas, tenants du titre, sont annoncés comme favoris la Grande-Bretagne (deuxième en 2023), la France (championne d'Europe) et la Belgique.

## Résultats

### Hommes
Sur la course espoirs, une chute en tête de course dans les premiers hectomètres provoque le retard de plusieurs prétendants au podium tels que les belges Ward Huybs et Aaron Dockx et les français Martin Groslambert et Rémi Lelandais. Un quatuor composé de Léo Bisiaux, Jente Michels, Emiel Verstrynge et Tibor Del Grosso prend alors quelques secondes d'avance. Ce dernier parvient à s'isoler dès le deuxième tour et conserve la tête jusqu'à l'arrivée sans jamais être inquiété par ses poursuivants belges.
Chez les juniors, Aubin Sparfel prend le meilleur départ, rapidement rejoint par Stefano Viezzi et Kryštof Bažant. Derrière, ce ceux les néerlandais et les français qui tentent de réduire l'écart, en particulier Jules Simon et Keije Solen. Après deux tours, Sparfel et Viezzi conservent une quinzaine de secondes d'avance sur Bažant et Solen, tandis qu'Albert Withen Philipsen fait parler sa puissance pour remonter les concurrents un à un et se rapprocher des quatre coureurs de tête. Dans le dernier tour, une crevaison prive Sparfel du podium tandis que les erreurs de Viezzi permettent à Solen de se rapprocher peu à peu de l'homme de tête. L'italien parvient finalement à conserver suffisamment d'avance pour s'imposer devant le néerlandais, tandis que Bažant prend la troisième place.
Le grand favori Mathieu van der Poel se retrouve seul en tête dès le départ de la course élites, Joris Nieuwenhuis étant le seul à pouvoir le suivre à quelques secondes, tandis que les autres concurrents se retrouvent à près de trente secondes à la fin du premier tour. Dans le deuxième, Michael Vanthourenhout et Pim Ronhaar parviennent à s'extraire du groupe des poursuivants et luttent pour la troisième place. Les positions restent inchangées pendant les tours suivants, van der Poel augmentant peu à peu son avance, pendant que Vanthourenhout s'isole en troisième position. Après avoir mené la course de bout en bout, van der Poel remporte finalement son sixième titre mondial. Nieuwenhuis résiste quant à lui au retour de Vanthourenhout pour signer un doublé néerlandais.
| Épreuves        | Or                   | Argent            | Bronze                 |
| --------------- | -------------------- | ----------------- | ---------------------- |
| Élites          | Mathieu van der Poel | Joris Nieuwenhuis | Michael Vanthourenhout |
| Moins de 23 ans | Tibor Del Grosso     | Emiel Verstrynge  | Jente Michels          |
| Juniors         | Stefano Viezzi       | Keije Solen       | Kryštof Bažant         |

### Femmes
Chez les juniors, les trois favorites, Viktória Chladoňová, Cat Ferguson et Célia Gery, prennent rapidement la tête de la course et s'isolent de leurs concurrentes dès la fin du premier tour. Aucune des trois ne parvient à faire de différence jusqu'à la fin du troisième et dernier tour, lorsque la française place une attaque dans l'une des dernières montées du circuit. L'anglaise tente de résister mais une faute de sa part lors du franchissement du pont scelle le résultat et la victoire française,.
Sur la course des élites, Ceylin Alvarado et Fem van Empel prennent le meilleur départ et cette dernière obtient rapidement quelques secondes d'avance sur ses compatriotes Lucinda Brand et Puck Pieterse. L'écart ne cesse de grandir au fur et à mesure de la course, tandis que Pieterse et Brand font rapidement la différence sur les autres candidates au podium. Cette dernière s'isole finalement dans le troisième et avant-dernier tour pour s'assurer la médaille d'argent. Les positions restent figées jusqu'à l'arrivée, permettant à van Empel de remporter un second titre mondial consécutif.
En catégorie espoirs, Zoe Bäckstedt possède rapidement une dizaine de secondes d'avance sur le reste des concurrentes après un départ très rapide. Dès la fin du premier tour, l'écart est de plus de vingt secondes sur Kristýna Zemanová, Leonie Bentveld et Marie Schreiber, et atteint la minute à l'issue du second. Les positions restent inchangées pour les trois premières places et l'anglaise s'impose facilement, tandis que Zemanová, poussée par son public, accélère dans le dernier tour pour prendre la médaille d'argent devant Bentveld.
| Épreuves        | Or            | Argent            | Bronze              |
| --------------- | ------------- | ----------------- | ------------------- |
| Élites          | Fem van Empel | Lucinda Brand     | Puck Pieterse       |
| Moins de 23 ans | Zoe Bäckstedt | Kristýna Zemanová | Leonie Bentveld     |
| Juniors         | Célia Gery    | Cat Ferguson      | Viktória Chladoňová |

### Mixte
Malgré un déraillement en début de course, Rémi Lelandais place la France en tête à l'issue du premier relais. Martin Groslambert puis Célia Gery accentuent ensuite l'avance française, avant que Lauriane Duraffourg ne cède la position de leader à Oscar Amey pour la Grande-Bretagne. L'avant-dernier relais est couru par les élites féminines dans la plupart des équipes. Hélène Clauzel prend alors un peu d'avance sur Anna Kay tandis qu'en troisième place Sanne Cant creuse l'écart sur ses poursuivantes. Dans le dernier relais, Aubin Sparfel tient tête à Cameron Mason, malgré leur différence de catégorie (junior et élite). Il s'impose finalement au sprint, tandis que Michael Vanthourenhout complète le podium.
| Épreuves | Or | Argent | Bronze |
| -------- | --- | --- | --- |
| Relais   | France- Célia Gery - Lauriane Duraffourg - Hélène Clauzel - Aubin Sparfel - Rémi Lelandais - Martin Groslambert | Grande-Bretagne- Cat Ferguson - Zoe Bäckstedt - Anna Kay - Oscar Amey - Corran Carrick-Anderson - Cameron Mason | Belgique- Shanyl De Schoesitter - Julie Brouwers - Sanne Cant - Arthur Van den Boer - Ward Huybs - Michael Vanthourenhout |

## Classements

### Courses élite
| Pos                                | Cycliste               | Pays     | Temps        |
| ---------------------------------- | ---------------------- | -------- | ------------ |
|                                    | Mathieu van der Poel   | Pays-Bas | 58 min 14 s  |
| Médaille d'argent, Coupe du Monde  | Joris Nieuwenhuis      | Pays-Bas | + 37 s       |
| Médaille de bronze, Coupe du Monde | Michael Vanthourenhout | Belgique | + 1 min 6 s  |
| 4.                                 | Pim Ronhaar            | Pays-Bas | + 1 min 36 s |
| 5.                                 | Eli Iserbyt            | Belgique | + 2 min 8 s  |
| 6.                                 | Jens Adams             | Belgique | + 2 min 21 s |
| 7.                                 | Michael Boroš          | Tchéquie | + 2 min 29 s |
| 8.                                 | Witse Meeussen         | Belgique | + 2 min 35 s |
| 9.                                 | Thibau Nys             | Belgique | + 2 min 44 s |
| 10.                                | Felipe Orts            | Espagne  | + 2 min 48 s |

| Pos                                | Cycliste             | Pays     | Temps        |
| ---------------------------------- | -------------------- | -------- | ------------ |
|                                    | Fem van Empel        | Pays-Bas | 46 min 19 s  |
| Médaille d'argent, Coupe du Monde  | Lucinda Brand        | Pays-Bas | + 1 min 20 s |
| Médaille de bronze, Coupe du Monde | Puck Pieterse        | Pays-Bas | + 1 min 54 s |
| 4.                                 | Ceylin Alvarado      | Pays-Bas | + 2 min 37 s |
| 5.                                 | Laura Verdonschot    | Belgique | + 2 min 52 s |
| 6.                                 | Sara Casasola        | Italie   | + 2 min 59 s |
| 7.                                 | Annemarie Worst      | Pays-Bas | + 3 min 40 s |
| 8.                                 | Clara Honsinger      | Pays-Bas | + 3 min 45 s |
| 9.                                 | Inge van der Heijden | Pays-Bas | + 3 min 49 s |
| 10.                                | Maghalie Rochette    | Canada   | + 3 min 52 s |

### Moins de23 ans
| Pos                                | Cycliste            | Pays     | Temps        |
| ---------------------------------- | ------------------- | -------- | ------------ |
|                                    | Tibor Del Grosso    | Pays-Bas | 52 min 2 s   |
| Médaille d'argent, Coupe du Monde  | Emiel Verstrynge    | Belgique | + 27 s       |
| Médaille de bronze, Coupe du Monde | Jente Michels       | Belgique | + 27 s       |
| 4.                                 | Léo Bisiaux         | France   | + 1 min 13 s |
| 5.                                 | Rémi Lelandais      | France   | + 1 min 28 s |
| 6.                                 | Ian Ackert          | Canada   | + 1 min 39 s |
| 7.                                 | Victor Van de Putte | Belgique | + 1 min 40 s |
| 8.                                 | Yordi Corsus        | Belgique | + 1 min 43 s |
| 9.                                 | Martin Groslambert  | France   | + 1 min 46 s |
| 10.                                | Arne Baers          | Belgique | + 2 min 18 s |

| Pos                                | Cycliste            | Pays            | Temps        |
| ---------------------------------- | ------------------- | --------------- | ------------ |
|                                    | Zoe Bäckstedt       | Grande-Bretagne | 48 min 24 s  |
| Médaille d'argent, Coupe du Monde  | Kristýna Zemanová   | Tchéquie        | + 44 s       |
| Médaille de bronze, Coupe du Monde | Leonie Bentveld     | Pays-Bas        | + 55 s       |
| 4.                                 | Isabella Holmgren   | Canada          | + 1 min 8 s  |
| 5.                                 | Marie Schreiber     | Luxembourg      | + 1 min 42 s |
| 6.                                 | Xaydée Van Sinaey   | Belgique        | + 2 min 14 s |
| 7.                                 | Lauren Molengraaf   | Pays-Bas        | + 2 min 26 s |
| 8.                                 | Lauriane Duraffourg | France          | + 2 min 51 s |
| 9.                                 | Julie Brouwers      | Belgique        | + 3 min 3 s  |
| 10.                                | Fleur Moors         | Belgique        | + 3 min 5 s  |

### Juniors
| Pos                                | Cycliste                | Pays     | Temps        |
| ---------------------------------- | ----------------------- | -------- | ------------ |
|                                    | Stefano Viezzi          | Italie   | 42 min 1 s   |
| Médaille d'argent, Coupe du Monde  | Keije Solen             | Pays-Bas | + 9 s        |
| Médaille de bronze, Coupe du Monde | Kryštof Bažant          | Tchéquie | + 31 s       |
| 4.                                 | Aubin Sparfel           | France   | + 48 s       |
| 5.                                 | Albert Withen Philipsen | Danemark | + 1 min 2 s  |
| 6.                                 | Théophile Vassal        | France   | + 1 min 17 s |
| 7.                                 | Michiel Mouris          | Pays-Bas | + 1 min 25 s |
| 8.                                 | Jules Simon             | France   | + 1 min 35 s |
| 9.                                 | Senna Remijn            | Pays-Bas | + 1 min 43 s |
| 10.                                | Louis Tanguy            | France   | + 1 min 47 s |

| Pos                                | Cycliste                | Pays            | Temps        |
| ---------------------------------- | ----------------------- | --------------- | ------------ |
|                                    | Célia Gery              | France          | 37 min 1 s   |
| Médaille d'argent, Coupe du Monde  | Cat Ferguson            | Grande-Bretagne | + 5 s        |
| Médaille de bronze, Coupe du Monde | Viktória Chladoňová     | Slovaquie       | + 14 s       |
| 4.                                 | Puck Langenbarg         | Pays-Bas        | + 1 min 4 s  |
| 5.                                 | Kateřina Douděrová      | Tchéquie        | + 1 min 12 s |
| 6.                                 | Vida Lopez De San Roman | États-Unis      | + 1 min 54 s |
| 7.                                 | Mae Cabaca              | Pays-Bas        | + 1 min 55 s |
| 8.                                 | Imogen Wolff            | Grande-Bretagne | + 2 min 3 s  |
| 9.                                 | Amálie Gottwaldová      | Tchéquie        | + 2 min 6 s  |
| 10.                                | Anaïs Moulin            | France          | + 2 min 30 s |

### Relais mixte
| Pos                                | Pays | Temps          |
| ---------------------------------- | --- | -------------- |
|                                    | France- Célia Gery - Lauriane Duraffourg - Hélène Clauzel - Aubin Sparfel - Rémi Lelandais - Martin Groslambert             | 1 h 1 min 23 s |
| Médaille d'argent, Coupe du Monde  | Grande-Bretagne- Cat Ferguson - Zoe Bäckstedt - Anna Kay - Oscar Amey - Corran Carrick-Anderson - Cameron Mason             | + 0 s          |
| Médaille de bronze, Coupe du Monde | Belgique- Shanyl De Schoesitter - Julie Brouwers - Sanne Cant - Arthur Van den Boer - Ward Huybs - Michael Vanthourenhout   | + 32 s         |
| 4                                  | Canada- Rafaëlle Carrier - Isabella Holmgren - Ava Holmgren - Jayden McMullen - Ian Ackert - Tyler Clark                    | + 1 min 6 s    |
| 5                                  | Italie- Elisa Ferri - Valentina Corvi - Federica Venturelli - Stefano Viezzi - Filippo Agostinacchio - Gioele Bertolini     | + 1 min 17 s   |
| 6                                  | Tchéquie- Amálie Gottwaldová - Kristýna Zemanová - Simona Spěšná - Kryštof Bažant - Václav Ježek - Zdeněk Štybar            | + 1 min 18 s   |
| 7                                  | États-Unis- Vida Lopez De San Roman - Lauren Zoerner - Clara Honsinger - David Thompson - Andrew Strohmeyer - Scott Funston | + 2 min 6 s    |
| 8                                  | Slovaquie- Sofia Ungerová - Dorota Vojtíšková - Viktória Chladoňová - Tobias Hajkovský - Martin Surman - Matej Ulík         | + 3 min 57 s   |
| 9                                  | Pologne- Alicja Matuła - Malwina Mul - Antonina Bialek - Kacper Doppke - Szymon Pomian - Marek Konwa                        | + 5 min 7 s    |
| 10                                 | Autriche- Sophia Knaubert - Nora Fischer - Nadja Heigl - Valentin Hofer - Adrian Stieger - Philipp Heigl                    | + 7 min 56 s   |

## Tableau des médailles
| Rang  | Nation          | Or | Argent | Bronze | Total |
| ----- | --------------- | -- | ------ | ------ | ----- |
| 1     | Pays-Bas        | 3  | 3      | 2      | 8     |
| 2     | France          | 2  | 0      | 0      | 2     |
| 3     | Grande-Bretagne | 1  | 2      | 0      | 3     |
| 4     | Italie          | 1  | 0      | 0      | 1     |
| 5     | Belgique        | 0  | 1      | 3      | 4     |
| 6     | Tchéquie        | 0  | 1      | 1      | 2     |
| 7     | Slovaquie       | 0  | 0      | 1      | 1     |
| Total | Total           | 7  | 7      | 7      | 21    |